# Agostino Grimaldi
Agostino Grimaldi (Genova, 1481 – Monaco, 14 aprile 1532) è stato vescovo di Grasse, abate di Lerino, arcivescovo di Oristano e vescovo di Maiorca. È stato reggente di Monaco dal 1523 al 1532.

## Biografia

### Infanzia

Francobollo raffigurante Lamberto Grimaldi e la consorte Claudina di Monaco

Agostino Grimaldi era il quinto figlio di Lamberto di Monaco e Claudina di Monaco. 

### Carriera ecclesiastica
Egli venne indirizzato alla carriera ecclesiastica sin dalla gioventù, divenendo ben presto vescovo di Grasse e di Maiorca.

### Carriera politica

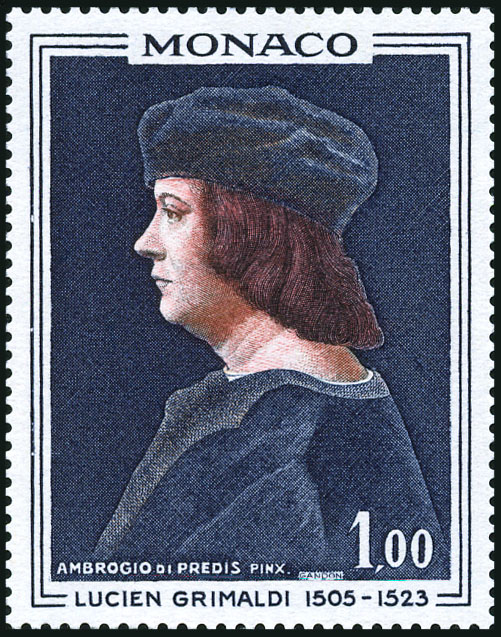
Luciano, signore di Monaco

L'inizio della sua carriera politica avvenne sotto il governo del fratello Luciano di Monaco, che lo aveva autorizzato a farne le veci in sua assenza, curando gli affari di Stato in suo nome. Già nel 1507 egli si trasferì per la prima volta a Monaco per sopperire all'assenza del reggente legittimo, suo fratello Luciano, il quale si trovava prigioniero a Milano. Agostino si mostrò estremamente prudente e accorto, evitando con alcuni accordi che Luigi XII di Francia approfittasse della situazione per prendere possesso di Monaco.
Dopo la morte del fratello Luciano, il 22 agosto 1523 Agostino lasciò le proprie sedi episcopali e si trasferì definitivamente a Monaco per diventarne reggente fino al raggiungimento della maggiore età del nipote Onorato.

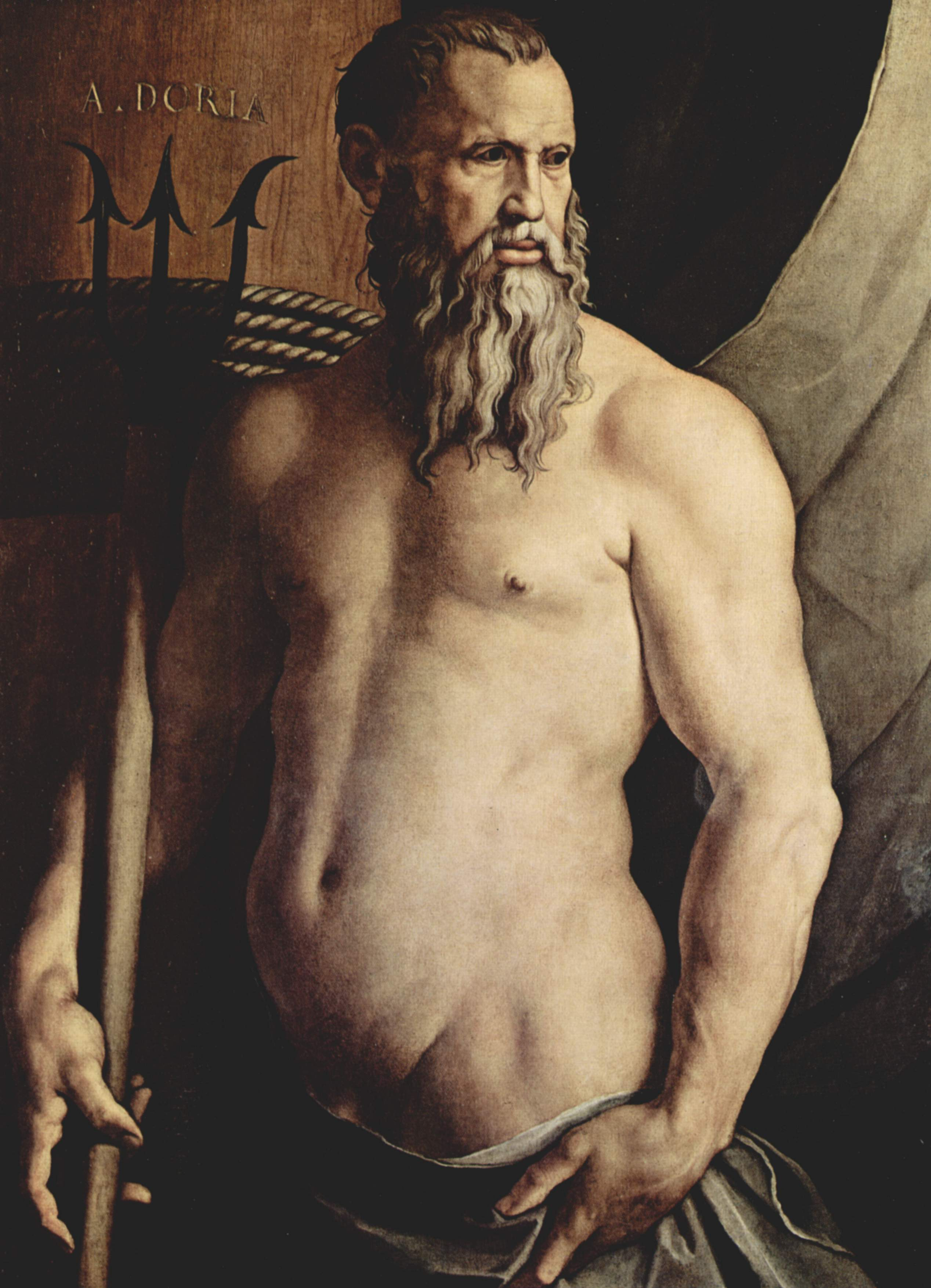
Ritratto di Andrea Doria nelle vesti di Nettuno - Bronzino

Il suo primo obiettivo da reggente fu di punire gli assassini del fratello: Andrea Doria continuò a rimanere indisturbato a Monaco, mentre Barthélémy, l'esecutore materiale del misfatto, cercò una riconciliazione con Agostino, che lo perdonò ma non dimenticò mai l'offesa; misteriosamente, l'assassino morì di morte violenta poco dopo.

### Morte
Il 14 aprile 1532 Agostino di Monaco morì. La reggenza in nome del nipote Onorato I venne continuata da Niccolò Grimaldi detto il Monarco e in seguito da Stefano Grimaldi.

## Ascendenza
|                                         |                          |                             | Genitori                       |  |  | Nonni |  |  | Bisnonni                             |  |  | Trisnonni                             |  |
|                                         |                          |                             |                                |  |  |       |  |  | 8. Luca Grimaldi, signore di Antibes |  |  | 16. Antonio Grimaldi, signore di Prat |  |
|                                         |                          |                             |                                |  |  |       |  |  | 8. Luca Grimaldi, signore di Antibes |  |  | 16. Antonio Grimaldi, signore di Prat |  |
|                                         |                          | 17. Caterina Doria          |                                |  |  |       |  |  | 8. Luca Grimaldi, signore di Antibes |  |  |                                       |  |
| 4. Niccolò Grimaldi, signore di Antibes |                          |                             |                                |  |  |       |  |  | 8. Luca Grimaldi, signore di Antibes |  |  |                                       |  |
|                                         |                          | 9. Giovanna Grimaldi        | …                              |  |  |       |  |  |                                      |  |  |                                       |  |
|                                         |                          | 9. Giovanna Grimaldi        | …                              |  |  |       |  |  |                                      |  |  |                                       |  |
|                                         |                          | 9. Giovanna Grimaldi        | …                              |  |  |       |  |  |                                      |  |  |                                       |  |
| 2. Lamberto Grimaldi                    |                          | 9. Giovanna Grimaldi        |                                |  |  |       |  |  |                                      |  |  |                                       |  |
|                                         |                          | 10. Giovanni Doria          | 20. Enrichetto Doria           |  |  |       |  |  |                                      |  |  |                                       |  |
|                                         |                          | 10. Giovanni Doria          | 20. Enrichetto Doria           |  |  |       |  |  |                                      |  |  |                                       |  |
|                                         |                          | 10. Giovanni Doria          | 21. Andreola ?                 |  |  |       |  |  |                                      |  |  |                                       |  |
| 5. Cesarina Doria                       |                          | 10. Giovanni Doria          |                                |  |  |       |  |  |                                      |  |  |                                       |  |
|                                         |                          | 11. Inglesina Doria         | 22. Giovanni Doria             |  |  |       |  |  |                                      |  |  |                                       |  |
|                                         |                          | 11. Inglesina Doria         | 22. Giovanni Doria             |  |  |       |  |  |                                      |  |  |                                       |  |
|                                         |                          | 11. Inglesina Doria         | 23. Sescarina De' Mari         |  |  |       |  |  |                                      |  |  |                                       |  |
| 1. Agostino Grimaldi                    |                          | 11. Inglesina Doria         |                                |  |  |       |  |  |                                      |  |  |                                       |  |
|                                         | 12. Giovanni I di Monaco | 24. Ranieri II di Monaco    |                                |  |  |       |  |  |                                      |  |  |                                       |  |
|                                         | 12. Giovanni I di Monaco | 24. Ranieri II di Monaco    |                                |  |  |       |  |  |                                      |  |  |                                       |  |
|                                         | 12. Giovanni I di Monaco | 25. Isabella Asinari        |                                |  |  |       |  |  |                                      |  |  |                                       |  |
| 6. Catalano di Monaco                   | 12. Giovanni I di Monaco |                             |                                |  |  |       |  |  |                                      |  |  |                                       |  |
|                                         |                          | 13. Pomellina Fregoso       | 26. Pietro Fregoso             |  |  |       |  |  |                                      |  |  |                                       |  |
|                                         |                          | 13. Pomellina Fregoso       | 26. Pietro Fregoso             |  |  |       |  |  |                                      |  |  |                                       |  |
|                                         |                          | 13. Pomellina Fregoso       | 27. Benedetta Doria            |  |  |       |  |  |                                      |  |  |                                       |  |
| 3. Claudina di Monaco                   |                          | 13. Pomellina Fregoso       |                                |  |  |       |  |  |                                      |  |  |                                       |  |
|                                         |                          | 14. Galeotto I Del Carretto | 28. Lazzarino II Del Carretto  |  |  |       |  |  |                                      |  |  |                                       |  |
|                                         |                          | 14. Galeotto I Del Carretto | 28. Lazzarino II Del Carretto  |  |  |       |  |  |                                      |  |  |                                       |  |
|                                         |                          | 14. Galeotto I Del Carretto | 29. Caterina Del Carretto      |  |  |       |  |  |                                      |  |  |                                       |  |
| 7. Bianca Del Carretto                  |                          | 14. Galeotto I Del Carretto |                                |  |  |       |  |  |                                      |  |  |                                       |  |
|                                         |                          | 15. Vannina Adorno          | 30. Raffaele Adorno            |  |  |       |  |  |                                      |  |  |                                       |  |
|                                         |                          | 15. Vannina Adorno          | 30. Raffaele Adorno            |  |  |       |  |  |                                      |  |  |                                       |  |
|                                         |                          | 15. Vannina Adorno          | 31. Violante Giustiniani Longo |  |  |       |  |  |                                      |  |  |                                       |  |
|                                         |                          | 15. Vannina Adorno          |                                |  |  |       |  |  |                                      |  |  |                                       |  |